# Robin Aircraft
Robin Aircraft je francoski proizvajalec lahkih letal. Nasledil je več družb, ki so vse končale v stečajih Centre-Est Aéronautique 1970, Avions Pierre Robin 1988 in Apex Aircraft oz. Avions Robin in Robin Aviation 2008 . Najpopularnejši je bil štirised Robin DR400. Danes se proizvaja samo še model DR401. 

## Zgodovina
Centre-Est Aéronautique sta oktobra 1957 ustanovila družbo Pierre Robin in Jean Délémontez. Letala je začel izdelovati v Daroisu blizu Dijona v Franciji .
Prvo letalo sta oblikovala Robin in Délémontez. Temeljil je na D10, štirisedežniku, ki sta ga zasnovala Édouard Joly in Délémontez pri Jodelu, ki je bil odložen, ko je delo na Jodelu D11 postalo bolj nujno. V sodelovanju z Robinom je postal 'Jodel Robin'. Kasneje je postal model DR100 (vsi Jodelovi modeli so imeli D, ki mu je sledila številka). Robin in Délémontez sta med letoma 1957 in 1972 še naprej nadgrajevala dizajn.
Serijo DR100 je nasledila serija DR200. Proizvodnja se je nadaljevala novembra 1970 pod imenom Avions Pierre Robin .
Robin DR400 je prvič poletel leta 1972 in je bil v proizvodnji do konca delovanja tovarne. Ima podvozje tricikla in lahko prevaža 4 osebe. Letala DR imajo konfiguracijo 'zgibanega krila', pri kateri je dvostranski kot zunanjega krila veliko večji od notranjega, konfiguracijo, ki si jo delijo z letali Jodel. Danes najbolj znan je priljubljeni DR400, leseno športno enokrilno letalo, ki sta si ga zamislila Pierre Robin in Jean Délémontez .
Robin HR200 je imel drugega oblikovalca, Chrisa Heintza, in je popolnoma kovinski za razliko od lesene serije DR. Gre za lahko akrobatsko letalo, namenjeno šolanju letenja. Serija Robin R2000 je bila razvita iz HR200 in jo od leta 2004 proizvaja Alpha Aviation v Hamiltonu na Novi Zelandiji kot Alpha 2000.
Avions Pierre Robin je leta 1988 prevzel francoski Apex Aircraft . Letala so še naprej izdelovali v Daroisu pod imeni Avions Robin in Robin Aviation .
Do leta 2008 je bila približno polovica proizvodnje opremljena z dizelskimi motorji, ki jih je dobavil Thielert. Thielert je šel v likvidacijo zaradi domnevne goljufije in prekinil dobavo motorjev Apex Aircraftu. Thielert je stečajno prevzela, motorji in deli pa so se podražili. To je dvignilo ceno končnih letal previsoko, da bi jo trg prenesel, zaradi česar je šel Apex Aircraft leta 2008 v stečaj.

## Letala
- Robin ATL
- CAP 10C NG
- Robin DR100
- Robin DR200
- Robin DR300
- Robin DR400
- Robin HR100
- Robin HR200
- Robin R1000
- Robin R2000
- Robin R3000
- Robin X